# 克木克人
克木克人是一群东南亚的民族。

## 地理分布
克木克人是老挝及其附近地区的原住民，大部分克木克人居住在老挝北部及与越南相邻的地区。另外，在泰国、缅甸和中国，也生活着一些克木克人。

## 单独说克木克语的民族
单独说克木语支的民族被列在下方：
- 克木族
- Khmu U
- Khmu Rok
- Khmu Kwean
- Khmu Cheuang
- Khmu Leu
- Khmu Yuan
- Khmu Khrong
- Khmu Kasak
- Khmu Mea

另外的两个群体 Khmu Chuang 和 Khmu Kaye，已经灭绝或被其他民族同化。尤其是Khmu Chuang，被认为已经灭绝，完全被高棉人吸收同化。古时候，Khmu Chuang居住在克木克人所居住地区的南部（位于现在老挝的南部地区），Khmu Kaye居住在克木克人所居住地区的东部（位于现在的川圹地区）。要留意的是，有些学者把Khmu Cheuang [cɯaŋ] and Khmu Chuang [cuaŋ]搞混了。这两个群体并不相同，大部分Khmu Cheuang现在依然生活在越南的西北部。

## 非克木人
下面是一些单独的民族，有一些学者错误的认为他们是克木人，并且说克木语支。事实上，他们与克木人并不相同，不管是语言还是文化。在他们的词汇中仅有有限的（少于10%）词语跟克木语支相近。
- Lua people（英语：Lua）
- Mal people（英语：Mal） （在泰国也被叫做Tin，在老挝被叫做Thin）
- Mlabri people（英语：Mlabri） （也被叫做Yumbri）
- 俄都族
- Phai people（英语：Phai）
- Pray people（英语：Pray）
- 欣門族
- Phong people（英语：Phong）
- Phong-Kniang people（英语：Phong-Kniang）
- Khang people（英语：Khang）

Khao人和比蒂人过去被认为属于克木克人，但是最近语言学研究认为他们可能是佤德昂民族（Palaungic）。

## 起源
克木克人被认为从中国迁徙进入老挝，在老挝他们已经居住了至少4000年。大约10000年前，他们可能是一个更大的同种民族的一部分，这个大民族现在被叫做南亚民族，祖居地位于现在的中华人民共和国的边界。南亚民族中Y-DNA单倍型O的大量存在显示了汉藏民族、南岛民族、苗瑶民族在大约35000年前的中国拥有共同祖源。 单倍型O是Y-DNA单倍型K的一个子集，单倍型K被认为起源于大约40000年前伊朗和华中之间的某个地方。除了上面提及的民族以外，单倍型K的始祖是几乎所有现代美拉尼西亚人和美洲印第安人的父系祖先。单倍型K，又是Y-DNA单倍型F的一个子集，而F被认为起源于大约45000年前的北非。除了上面提及的民族以外，单倍型F的始祖可能是所有印欧人的祖先。

## 语言
他们的语言属于克木语支，克木语支又属于南亚语系。大部分学者同意克木语支是南亚语系的孟高棉语族的一部分，但是孟高棉语族的可信性最近受到了挑战。

## 社会
克木克人一般从事农业，但是狩猎、采集、用陷阱捕猎、捕鱼也是他们的生活方式。